# Schmelzofen Angertal

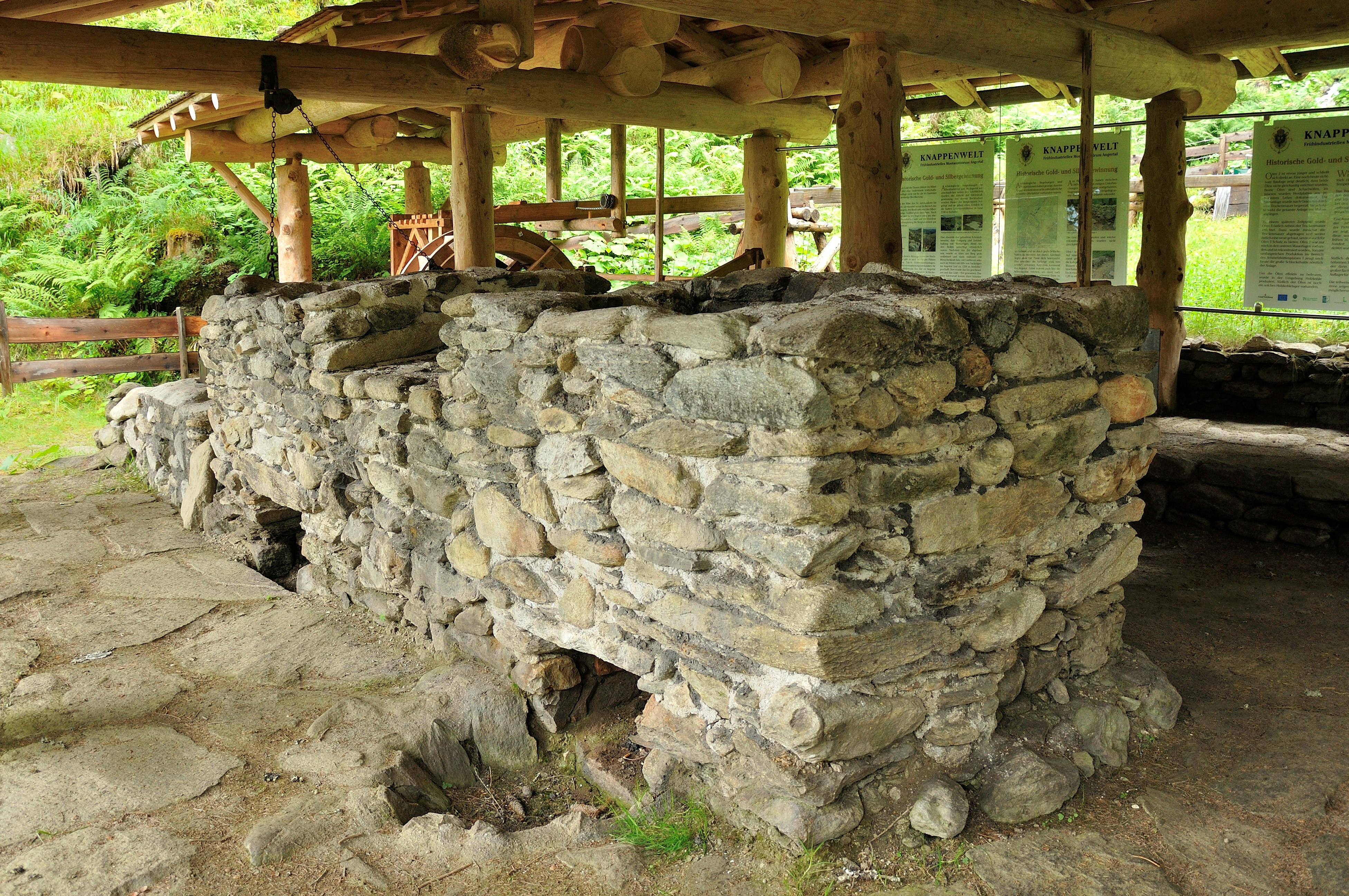
Die Goldschmelzöfen im Angertal

Der Gold- und Silber-Schmelzofen Angertal befindet sich in der Marktgemeinde Bad Hofgastein im Land Salzburg und steht unter Denkmalschutz (Listeneintrag). Die Schmelzhütte am Schattbach im Angertal war ab etwa 1490 zwei bis drei Jahrzehnte lang in Betrieb.

## Lage
Im oberen Bereich des Angertales sind sieben spätmittelalterliche Schmelz-Anlagen zur Gewinnung von Gold, Silber und Blei nachgewiesen.
Drei Schmelzöfen wurden am Schattbach, zwei am Egglgrubbach und zwei am Angerbach betrieben.

## Geschichte
Der früheste Hinweis auf Bergbautätigkeit im Gasteinertal könnte der „Salesen“-Wald auf der Nordseite des Stubnerkogels sein, dessen Name wohl auf die slawische Bezeichnung für Eisen zurückzuführen ist.
Im Jahr 1375 wird die „Erzwies“ erstmals in einem der zahlreichen Schuldscheine erwähnt, die der Pächter und Geldverleiher Konrad Dekker aus Judenburg ausstellte.
Im 14. Jahrhundert wurde das Gold noch ohne Schmelze gewonnen. Es reichte, das zum Beispiel häufig im Quarz vorkommende Freigold zu zerkleinern, zu mahlen und zu amalgamieren bzw. zu „waschen“. Solche Aufbereitungsanlagen (ohne Schmelzofen) wurden „Kolben“ genannt.
Die Schmelzöfen im Angertal waren von etwa 1490 bis etwa 1520 in Betrieb.
Der Großteil der Erze kam von der Erzwies unterhalb des Mitterastenkopfes, einem Gipfel der Goldberggruppe.
Weitere Erze wurden über die westlich des Silberpfennigs gelegene Baukarlscharte angeliefert. Diese Bockharter Erze wurden von der Bauleiten und der Umgebung des Oberen Bockhartsees auf die Scharte hinaufgetragen und von dort mittels Sackzug zu den Schmelzöfen im Angertal transportiert.
Genaue Angaben über den Schmelzhüttenbetrieb im hinteren Angertal bieten die Akten des Brixener Bischofs Melchior von Meckau, der ab spätestens 1490 in erheblichem Ausmaß am Gasteiner Bergbau beteiligt war. Geregelt wurden die Erhaltung der Wege, die Kosten für Wagenreparaturen, Heu, Hafer und Stroh, die Holz-Triften und Riesen, die Köhlereien, der Erwerb von Leder und Ochsenhäuten für die Blasbälge, die Waschanlagen und Badestuben fürs Personal und vieles mehr.
Unklar ist, wie lange die Schmelze am Schattbach betrieben wurde.
Ab dem Jahr 1501 wird von Erztransporten vom Anger heraus zur Meckauschen Hütte in die Kötschau (Badbruck) angeführt. Damit wurde wohl der Schmelzbetrieb in der entlegenen Hütte durch den Bergwerksverwalter des Bischofs von Brixen mit der Zeit aufgegeben.
1541 waren im Gasteinertal nachweislich fünf Hütten in Betrieb: die Strassersche Schmelzhütte in Kötschachdorf (bis 1547), die Weitmoser-Hütte zu Hundsdorf (oder Lafen, 1547 nach Lend übersiedelt), die Hütte der Zott in Lafen, die Fronschmelzhütte und die Hütte der Fröschlmoser-Pernerischen Gesellschaft. Die neuen Anlagen hatten deutlich größere Öfen als auf der Gadauner Grundalm im hinteren Angertal.
Im Herbst 1989 brachten Ausgrabungen erste Nachweise auf eine montanhistorische Industrieanlage.
Im Jahr 2007 wurde der erste Schmelzofen im Angertal freigelegt.

## Beschreibung
Die Ofenanlage am Schattbach besteht aus einem Röstofen, drei Schmelzöfen und einem Treibherd.
Die ersten beiden Schmelzöfen sind Schachtöfen, die Form des dritten Ofens ist nicht mehr feststellbar.
Die bis zu 1,20 Meter hohe Mauer besteht aus kalkgemörtelten Gneisbruchstücken.
Der Durchmesser des Schachtinnenraums dürfte etwa 30 cm betragen haben.

## Knappenwelt Angertal
Schmiede, Bergmeisterhaus und Knappenhaus beherbergen archäologische Funde und geben einen Einblick in das karge, alltägliche Knappenleben.